# Hartmut Weber
Hartmut Weber, född den 17 oktober 1960 i Kamen, är en tysk före detta friidrottare som tävlade i kortdistanslöpning.
Webers främsta merit är guldet på 400 meter från EM 1982 i Aten. Han hade även framgångar med det västtyska stafettlaget på 4 x 400 meter. Vid EM 1982 vann laget guld och vid både VM 1983 och EM 1986 blev laget silvermedaljörer.

## Personliga rekord
- 400 meter - 44,72 från 1982